# 36-os busz (Salgótarján)
A salgótarjáni 36-os busz a Camping telep és a Hősök úti forduló között közlekedik. A vonalat csuklós autóbuszok szolgálják ki. A menetideje 25 és 29 perc között mozog attól függően hogy betér-e a Gorkij telepre. A 63-as busz mellett a második legforgalmasabb és leginkább kihasznált járat a városban.
A járat 2013. október 3-tól 2014. április 26-ig ideiglenesen nem közlekedett a Tesco áruháznál lévő patakhíd állagromlása következtében elrendelt súlykorlátozás miatt. Helyette a 36C oda-vissza irányba és a 63-as járatok pár plusz indulással kiegészítve közlekedtek. Hétvégén a 36-ot is a 63-as járat helyettesítette.

## Útvonala
| Hősök úti forduló felé:                                                                           | Camping telep felé:                                                                                 |
| ------------------------------------------------------------------------------------------------- | --------------------------------------------------------------------------------------------------- |
| Camping telep – Camping út – Füleki út – Rákóczi út – Budapesti út – Hősök útja Hősök úti forduló | Hősök úti forduló – Hősök útja – Budapesti út – Rákóczi út – Füleki út – Camping út – Camping telep |

## Megállóhelyei
| 36 (Camping telep – Hősök úti forduló)                                              |                              |          | | |
| Perc (↓)                                                                            | Megállóhely                  | Perc (↑) | Megállóhelyet érintő járatok                                                                                | Fontosabb létesítmények                                                                                              |
| 0                                                                                   | Camping telep                | 25       | 6, 36, 61, 63, 63S                                                                                          | |
| 1                                                                                   | Strandfürdő                  | 24       | 6, 11, 11A, 11B, 19, 36, 61, 63, 63S, 113                                                                   | Városi Strandfürdő, Strandkézilabda pálya                                                                            |
| 2                                                                                   | Beszterce-lakótelep          | 23       | 6, 11, 11A, 11B, 19, 36, 61, 63, 63S, 113                                                                   | |
| 3                                                                                   | Béketelep                    | 22       | 6, 11, 11A, 11B, 19, 36, 61, 63, 63S, 113                                                                   | |
| 4                                                                                   | Élelmiszerbolt               | 21       | 6, 11, 11A, 11B, 19, 36, 61, 63, 63S, 113                                                                   | |
| 5                                                                                   | Rendelőintézet               | 20       | 6, 7, 7A, 7B, 11, 11A, 11B, 19, 27A, 36, 61, 63, 63S, 113                                                   | Rendelőintézet |
| 6                                                                                   | Szent Lázár Kórház           | 19       | 6, 7, 7A, 7B, 11, 11A, 11B, 19, 27A, 36, 61, 63, 63S, 113                                                   | Nógrád Vármegyei Szent Lázár Kórház                                                                                  |
| 8                                                                                   | Füleki úti körforgalom       | 17       | 1, 1U, 6, 7, 7A, 7B, 11, 11A, 11B, 13, 14, 19, 27A, 36, 46, 63, 63S, 113                                    | |
| 10                                                                                  | Fő tér                       | 15       | 1, 1U, 6, 7, 7A, 7B, 11, 11A, 11B, 13, 14, 19, 27A, 36, 46, 63, 63S, 113                                    | Salgótarján József Attila Művelődési és Konferencia Központ, Karancs Szálló, dr. Förster Kálmán Emlékpark            |
| ∫                                                                                   | Bem utca                     | 14       | 1, 3C, 5, 6, 7, 7A, 7B, 7C, 8, 11, 11A, 11B, 14, 19, 27A, 36, 46, 58, 63, 63S                               | Városháza, Dornyay Béla Múzeum, Apolló Mozi                                                                          |
| 12                                                                                  | Megyeháza                    | 13       | 1, 1U, 3C, 5, 6, 7, 7A, 7B, 7C, 8, 9, 11, 11A, 11B, 13, 14, 19, 27A, 36, 46, 58, 63, 63S, 113               | Megyeháza |
| 14                                                                                  | Tűzhelygyár                  | 11       | 1, 1U, 2A, 2T, 3C, 5, 6, 7, 7A, 7B, 7C, 8, 11, 11A, 11B, 13, 14, 19, 27A, 36, 46, 58, 63, 63S, 113          | Tűzhelygyár, Salgótarjáni Szakképzési Centrum Stromfeld Aurél Gépipari, Építőipari és Informatikai Szakközépiskolája |
| 15                                                                                  | Tűzhelygyár alsó             | 10       | 1, 1U, 2A, 2T, 3C, 5, 6, 7, 7A, 7B, 7C, 8, 11, 11A, 11B, 13, 14, 19, 27A, 36, 46, 58, 63, 63S, 113          | Tűzhelygyár |
| 16                                                                                  | Külső-pályaudvar bejárati út | 9        | 1, 1U, 2A, 2T, 3, 3C, 4, 5, 6, 7, 7A, 7B, 7C, 8, 9, 11, 11A, 11B, 13, 14, 19, 27A, 36, 46, 58, 63, 63S, 113 | Salgótarján külső Salgótarján helyi autóbusz-állomás                                                                 |
| 18                                                                                  | Volán központ                | 7        | 1U, 3, 4A, 7A, 7C, 9, 13, 19, 36, 63S, 113                                                                  | KMKK - Nógrád Megyei Területi Igazgatóság                                                                            |
| 19                                                                                  | Tesco áruház                 | 6        | 3, 4A, 9, 13, 19, 36, 63S, 113                                                                              | Tesco áruház |
| A szürke háttérrel jelölt megállókat csak a Gorkijtelep felé betérő járatok érintik |                              |          | | |
| +1                                                                                  | Gorkijtelepi elágazó         | +3       | 3C, 36, 63S                                                                                                 | |
| +2                                                                                  | Gorkijtelep                  | +2       | 3C, 36, 63S                                                                                                 | |
| +3                                                                                  | Gorkijtelepi elágazó         | +1       | 3C, 36, 63S                                                                                                 | |
| 22                                                                                  | Arany János Általános Iskola | 3        | 3, 3C, 4A, 36, 63, 63S, 113                                                                                 | Salgótarjáni Általános Iskola Arany János Tagiskolája                                                                |
| 23                                                                                  | Déryné út                    | 2        | 3, 3C, 4A, 36, 63, 63S, 113                                                                                 | |
| 24                                                                                  | Hősök út, Frigovill          | 1        | 3, 3C, 4A, 36, 63, 63S, 113                                                                                 | |
| 25                                                                                  | Hősök úti forduló            | 0        | 3, 3C, 4A, 36, 63, 63S, 113                                                                                 | |

## Betétjáratok
36C
A 36C jelű betétjárat a Camping telep és a Hősök útja között az Eperjes telep érintésével közlekedik, 2014.október 10. óta mind a két irányba. 2016. április 30-án a menetrendváltással megszűnt.